# عن أوقات الفراغ
عن أوقات الفراغ (باللاتينية: De Otio) هو من أحد الأعمال اللاتينية الباقية لسينيكا ويرجع تاريخه للقرن الأول ميلادي وهو في حالة مُمزقة. فيه يعبر سينيكا عن أراءه عن الـ(باللاتينية: otium) والتي تعني أوقات الراحة، أو الفراغ. أو بتعريف آخر: "حياة من دون مهام سياسية وغيرها. 